# Мимас (спътник)
Мимас е естествен спътник на Сатурн, открит през 1789 г. от Уилям Хершел. По диаметър Мимас е 20-ия най-голям спътник в Слънчевата система.

## Наименование
Спътникът носи името на един от сто и петдесетте гиганти със змеевидна опашка от древногръцката митология Мимас, син на Уран и на Гея. Като алтернатива се използва означението Сатурн 1.
„Мимас“ и имената на останалите тогава известни седем спътника на Сатурн са предложени от сина на Уилям Хершел – Джон Хершел през 1847 г. в неговата публикация Резултати от астрономически наблюдения на Нос добра надежда ().

## Физически характеристики
Ниската плътност на Мимас от 1,17 g/cm3 сочи, че той е съставен предимно от лед и сравнително малко количество скален материал. Поради приливните сили, на които е подложен, спътникът има форма на елипсоид, като дългата му ос е с 10% по-дълга от късата.
Най-голямата забележителност на спътника е големият кратер Хершел с размери от 130 km в диаметър или почти 1/3 от диаметъра на Мимас. Кратерът има максимална дълбочина спрямо заобикалящия го терен от 10 km, стени високи 5 km и централни възвишения, високи 6 km спрямо дъното на кратера. Ако Мимас беше с размерите на Земята, то кратерът би бил над 4000 km в диаметър или голям колкото Канада. Ударът, причинил кратера, почти е разрушил Мимас; разломи и пукатини от ударната вълна са видни на обратната страна на спътника. Повърхността е осеяна с множество по-малки кратери с диаметър над 40 km, но в областта на южния полюс кратери над 20 km.
На повърхността се наблюдават следните геологични образувания: кратери и пропасти.

## Изследване
Сондата Пионер 11 прелита покрай Мимас през 1979 г., като най-голямото сближаване със спътника е на разстояние 104 263 km на 1 септември 1979 г. Вояджър 1 се доближава до спътника през 1980 г., а Вояджър 2 през 1981 г.
Мимас е заснеман няколко пъти от апарата Касини-Хюйгенс на различни разстояния, най-близкото от които на 63 000 km на 1 август 2005 г. Разширената мисия на космическия апарат ще включва няколко доближавания до спътника. Най-близото преминаване на Касини е на 13 февруари 2010 г. на разстояние 9500 km.

## Мимас в киното и фантастиката
- Мимас бива сравняван със „Звездата на смъртта“ от Междузвездни войни. Това е интересно съвпадение поради факта, че филмът е заснет 3 години преди първите снимки на спътника да бъдат изпратени от Вояджър 2.
- В романите на Роб Грант и Дъг Нейлър, базирани на сериала Червено Джудже, Мимас е колонизиран и има голям космодрум.
- В телевизионния сериал Стар Трек: Следващото поколение Мимас се превръща в убежище на четирима кадети от Звездната академия, след като техните апарати се сблъскват.

## Галерия
- Мимас на фона на Сатурн, 13 февруари 2010.
- Мимас е малката бяла точка долу вляво. (Кликнете за да уголемите изображението).
- Мимас заснет от Касини-Хюйгенс. На тази снимка си личи яйцевидната форма на спътника.
- Мимас се очертава на фона на Сатурновите северни висини
- Мимас отвъд F-пръстена на Сатурн.
- Снимка с висока резолюция на повърхността на Мимас, показваща силно изразени особености на албедото върху кратерни вериги (Хершел се намира ниско в десния ъгъл)
- Снимка на Мимас с допълнително добавени цветове
- Мозайка на Мимас предимно от снимки с висока резолюция